# Revištský rybník
Revištský rybník este o arie protejată (arie specială de conservare — SAC, sit de importanță comunitară — SCI) din Slovacia întinsă pe o suprafață de 23,55 ha, integral pe uscat.

## Localizare
Centrul sitului Revištský rybník este situat la coordonatele 48°30′52″N 18°43′38″E / 48.514444°N 18.727222°E.

## Înființare
Situl Revištský rybník a fost declarat sit de importanță comunitară în octombrie 2011 pentru a proteja 1 specie de animale. Situl a fost protejat și ca arie specială de conservare în august 2011.

## Biodiversitate
Situată în ecoregiunea alpină, aria protejată conține 1 habitat natural: Lacuri eutrofice naturale cu vegetație de tip Magnopotamion sau Hydrocharition.
La baza desemnării sitului se află o specie protejată de  amfibieni: izvoraș-cu-burta-galbenă (Bombina variegata).